# George M. Church
George McDonald Church (nascut el 28 d'agost de 1954) és un genetista nord-americà, enginyer molecular, químic, empresari i pioner en la genòmica personalitzada i la biologia sintètica. És professor Robert Winthrop de genètica a la Escola de Medicina de Harvard (Harvard Medical School), professor de ciències de la salut i tecnologia a la Universitat Harvard i a l'Institut Tecnològic de Massachusetts, i membre fundador de l'Institut Wyss d'Enginyeria d'Inspiració Biològica (Wyss Institute for Biologically Inspired Engineering) de la Universitat Harvard.
A través del seu laboratori de Harvard, Church ha cofundat unes 50 empreses de biotecnologia. El 2018, el laboratori de George Church de Harvard va llençar 16 empreses de biotecnologia en un any. El seu laboratori treballa en projectes de recerca que es distribueixen en diverses àrees de la biologia moderna com la biologia del desenvolupament, la neurobiologia, el processament de la informació, la genètica mèdica, la genòmica, la teràpia gènica, el diagnòstic, la química i la bioenginyeria, la biologia espacial i la genètica espacial i l'ecosistema. Els desenvolupaments de recerca i tecnologia al laboratori de l'Església han afectat o han fet contribucions directes a gairebé tots els mètodes i empreses de "seqüenciació de nova generació (NGS)".

## Infantesa i educació
Church va néixer el 28 d'agost de 1954 a Tampa, Florida, i va créixer a Clearwater, Florida. Va assistir a l'escola secundària a l'internat preparatori Phillips Academy, a Andover, Massachusetts, de 1968 a 1972. Després va assistir a la Universitat de Duke, on va obtenir una llicenciatura en zoologia i química en dos anys.
A la tardor de 1973, Church va començar el treball de recerca a la Universitat de Duke amb el professor ajudant de bioquímica Sung-Hou Kim, treball que va continuar un any més tard en un programa de postgrau en bioquímica a Duke amb una beca de la National Science Foundation.
Church va tornar al treball de postgrau a la Universitat Harvard el 1977 amb Walter Gilbert, i va completar un doctorat en bioquímica i biologia molecular treballant en elements genètics mòbils dins dels introns dels gens mitocondrials de llevats i de la immunoglobulina de ratolí (1984).

## Carrera
Després de completar el seu treball doctoral, Church va passar sis mesos de 1984 a Biogen, el lloc del laboratori industrial on Gilbert havia traslladat una part important del seu antic grup de Harvard. Això va ser seguit poc després per una beca postdoctoral de la Life Sciences Research Foundation a la Universitat de Califòrnia, San Francisco amb Gail R. Martin, membre de l'Acadèmia Nacional de Ciències i descobridora conjunta d'una tècnica per extreure. cèl·lules mare embrionàries de ratolí.
Church es va incorporar a la facultat de la Harvard Medical School com a professor ajudant el 1986. Church és ara el professor Robert Winthrop de genètica a la Harvard Medical School, i membre de la facultat de ciències i tecnologia de la salut de Harvard-MIT. També va ser membre fundador de l' Institut Wyss d'Enginyeria d'Inspiració Biològica de la Universitat Harvard.
Va ajudar a iniciar el Projecte del genoma humà el 1984 i el Projecte del genoma personal el 2005. George va inventar els conceptes àmpliament aplicats de multiplexació molecular i etiquetes, mètodes de recombinació homòloga i sintetitzadors d'ADN de matriu. Les seves nombroses innovacions han estat la base de diverses empreses com Editas (teràpia gènica); Gen9bio (ADN sintètic); i Veritas Genetics (seqüenciació completa del genoma humà). Church va ser escollit membre de l' Acadèmia Nacional d'Enginyeria el 2012 per les contribucions a les tecnologies de seqüenciació del genoma humà i la síntesi i el muntatge d'ADN.

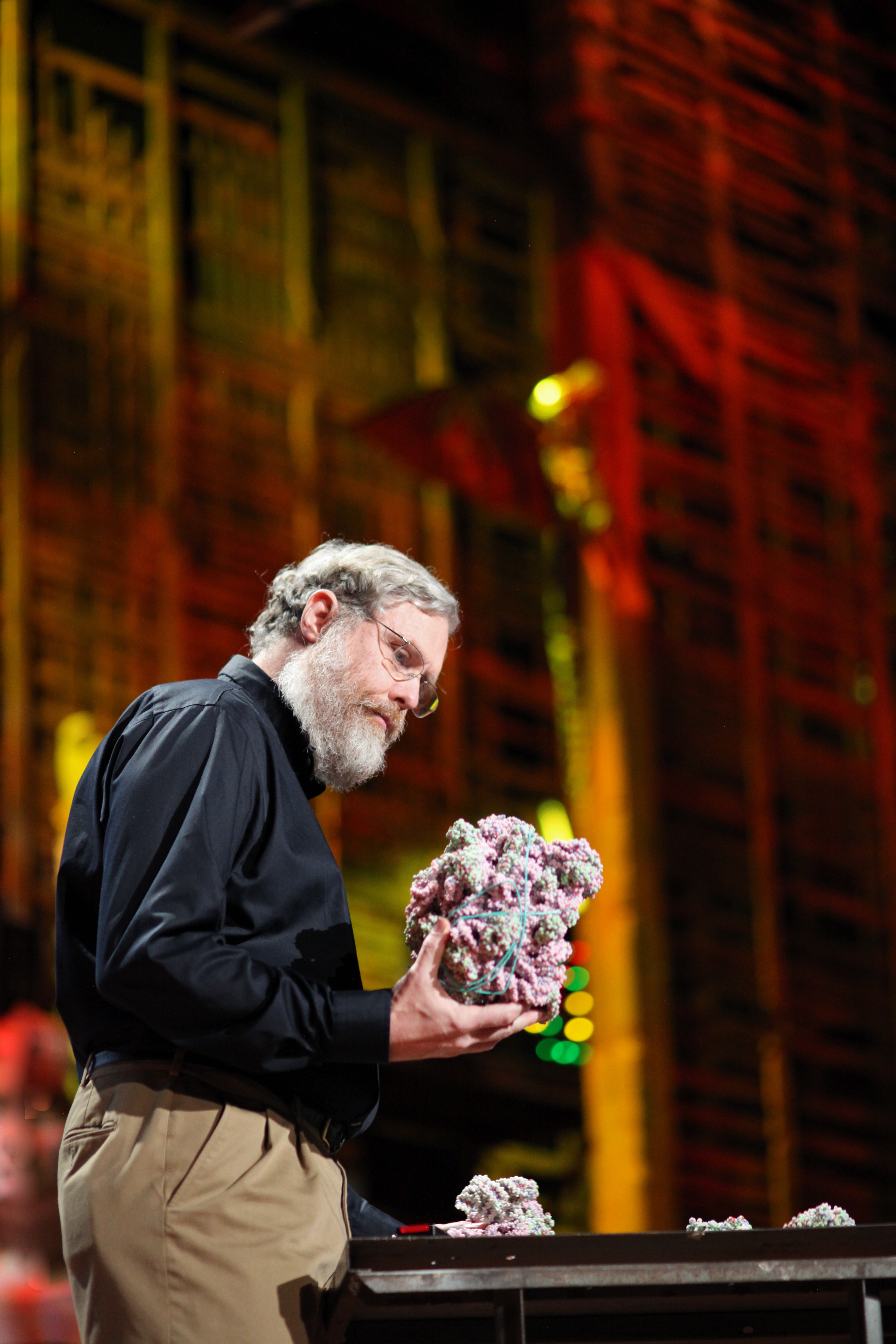
Church a la conferència TED 2010, imatge de Steve Jurvetson

## Premis i honors
Church ha rebut elogis, com ara l'elecció a l'Acadèmia Nacional de Ciències (el 2011), i l' Acadèmia Nacional d'Enginyeria (el 2012). Va rebre el premi de recerca en biotecnologia Promega de la Societat Americana de Microbiologia i el premi Bower i el premi per a l'èxit en ciència de l' Institut Franklin.
Altres honors inclouen el premi Triennial International Steven Hoogendijk el 2010 i el Scientific American Top 50 dues vegades (per "Designing artificial life" el 2005 i "The $1000 genome" el 2006). Newsweek va escollir Church per al seu reconeixement de 2008 "Poder de les Idees" a la categoria de Medicina (per al Projecte Genoma Personal). El setembre de 2010, Church va ser homenatjat pel seu treball en genètica amb el Mass High Tech All-Star Award.

## Vida personal
Church està casada amb Ting Wu, un membre del professorat de genètica de la Harvard Medical School.
Church va col·laborar amb l'empresari transhumanista James Clement en el Supercentenarian Research Study, que pretén seqüenciar els genomes dels supercentenaris amb l'esperança de descobrir factors genètics potencials darrere de la seva longevitat.